# Lago de Ribereta de Abajo
El lago de Ribereta de Abajo (en occitano estanh de Ribereta de Baish) es un lago de origen glaciar situado a 2280 m s. n. m., en el municipio de Alto Arán, en la comarca del Valle de Arán (Lérida, España). 
El lago de Ribereta de Abajo tiene una superficie de 7 ha, situado en el Circo de Colomers está rodeado por picos como el Tuc de Ribereta (267 5m) o el Tuc de Saslòsses (2530 m), cerca del mismo se encuentra el lago de Ribereta de Arriba a 2320 m.
El lago de Ribereta de Abajo está situado en la cabecera del río Rencules, afluente del río Valarties.